# Bergatreute
Bergatreute è un comune tedesco di 3 251 abitanti situato nel land del Baden-Württemberg.